# Charles Colin
Pour les articles homonymes, voir Colin.
Charles-Joseph Colin, né le 2 juin 1832 à Cherbourg et mort le 26 juillet 1881 à Paris, est un hautboïste, organiste et compositeur français.

## Biographie
Charles Colin commence sa formation musicale avec son père Charles-Louis Colin, chef de musique dans un régiment d'infanterie. Il entre ensuite au Conservatoire de Paris, où il est élève dans la classe de hautbois de Gustave Vogt, en classe d'orgue avec François Benoist, et en classe de composition avec Adolphe Adam et Ambroise Thomas. Il obtient plusieurs récompenses dans l'établissement, un 1er prix de hautbois en 1852, un 1er prix d’harmonie et accompagnement en 1853, un 1er prix d’orgue ainsi qu'un 1er accessit de contrepoint et fugue en 1854.
En 1857, il se présente au concours de l'Institut et obtient le deuxième Premier prix de Rome, juste derrière Bizet, avec sa cantate Clovis et Clotilde, écrite sur des paroles d’Amédée Burion. Il est nommé capitaine de la 3e subdivision de la Garde nationale de la Seine en 1867 et en 1868 il succède à Félix-Charles Berthélémy au poste de professeur de hautbois au Conservatoire de Paris. En 1869, il est également nommé organiste titulaire de l’église Saint-Denys du Saint-Sacrement à Paris.
Son dévouement à l’enseignement lui vaut les palmes d’officier d’académie en 1877 et la Légion d’honneur avec le grade de chevalier en 1881, qu’il reçoit douze jours avant son décès, due à une double pneumonie. Il meurt le 26 juillet 1881 en son domicile dans le 7e arrondissement de Paris, et, est inhumé au cimetière du Montparnasse (13e division).
Il est l'oncle du compositeur Louis Vierne, dont il remarqua les dons musicaux.

## Distinctions
- Chevalier de la Légion d'honneur (1881)

## Œuvre
- Caprice pastoral pour piano, op. 6
- Le Chant du souvenir, cantilène pour piano op. 15
- Mélodie pour hautbois avec acc. de piano, op. 31
- Airs italiens, recueillis et arrangés pour hautbois avec acc. de piano, op. 32
- 1er Solo pour hautbois avec acc. de piano, op. 33
- 2e Solo pour hautbois avec acc. de piano, op. 34
- 3e Solo pour hautbois avec acc. de piano, op. 40
- 4e Solo pour hautbois avec acc. de piano, op. 44
- 5e Solo pour hautbois avec acc. de piano, op. 45
- 6e Solo pour hautbois avec acc. de piano, op. 46
- Fantaisie (grande) concertante pour hautbois et piano, op. 47
- 7e Solo pour hautbois avec acc. de piano, op. 48
- 8e Solo pour hautbois avec acc. de piano, op. 52
- Les Echos des Marnes, pastorale facile pour le hautbois avec acc. de piano
- Les Batteurs de blé, caprice rustique pour le piano
- Andante pour piano
- Feu follet, polka-mazurka pour piano
- Grande Valse pour orgue expressif
- Nocturne pour orgue expressif
- Rêverie, pour orgue expressif
- Offertoire, andante religioso pour harmonium
- Prière, pour l'orgue Alexandre
- O Salutaris pour ténor ou soprano
- Ave Verum à 4 voix
- Marche impériale, pour musique militaire
- Marche religieuse, pour harmonie
- La Ronde des fanfares, pour harmonie